# Ducetia fuscopunctata
Ducetia fuscopunctata är en insektsart som beskrevs av Lucien Chopard 1954. Ducetia fuscopunctata ingår i släktet Ducetia och familjen vårtbitare. Inga underarter finns listade i Catalogue of Life.